# Blomskogs landskommun
Blomskogs landskommun var en tidigare kommun i Värmlands län.

## Administrativ historik
När 1862 års kommunalförordningar trädde i kraft inrättades denna landskommun i Blomskogs socken i Nordmarks härad.
Vid kommunreformen 1952 upphörde kommunen då den uppgick i Holmedals landskommun som senare 1971 uppgick i Årjängs kommun.

## Politik

### Mandatfördelning i Blomskogs landskommun 1938-1946
| 1 | 5 | 14 |

| 20 |

| 6 | 14 |

| 20 |

| 3 | 17 |

| 20 |